# Etienne De Groot
Étienne De Groot, né le 17 février 1948 à Anvers, est un médecin, juge et homme politique belge, membre du PVV. 

## Biographie
En 1973, il obtient un doctorat en médecine de l'université de Gand et exerce comme généraliste tout en étant professeur à la VUB où il décroche un diplôme en droit en 1980.
Membre du PVV, il est élu à la Chambre des représentants de 1981 à 1995 et siège automatiquement au Conseil flamand pendant la même période. Il conserve son mandat au Parlement flamand lors des élections de mai 1995 comme élu de la circonscription d'Anvers. En 1999, il quitte l'assemblée flamande pour redevenir brièvement représentant.
Au niveau local, il est conseiller de 1983 à 1999 de la commune de Boom, dont il est également bourgmestre de 1986 à 1999.
Le 17 décembre 1999, il devient juge à la Cour d'arbitrage, qui devient la Cour constitutionnelle en 2007. Le 1er février 2016, il devient président de la Cour, où il continue de siéger jusqu'en février 2018 quand il est atteint par la limite d'âge de soixante-dix ans.

## Décorations
- Grand-croix de l'ordre de la Couronne, par arrêté royal du 1er février 2016.